# Mekar Sari (Dumai Barat)
Mekar Sari is een bestuurslaag in het regentschap Dumai van de provincie Riau, Indonesië. Mekar Sari telt 4958 inwoners (volkstelling 2010).